# Otamatone

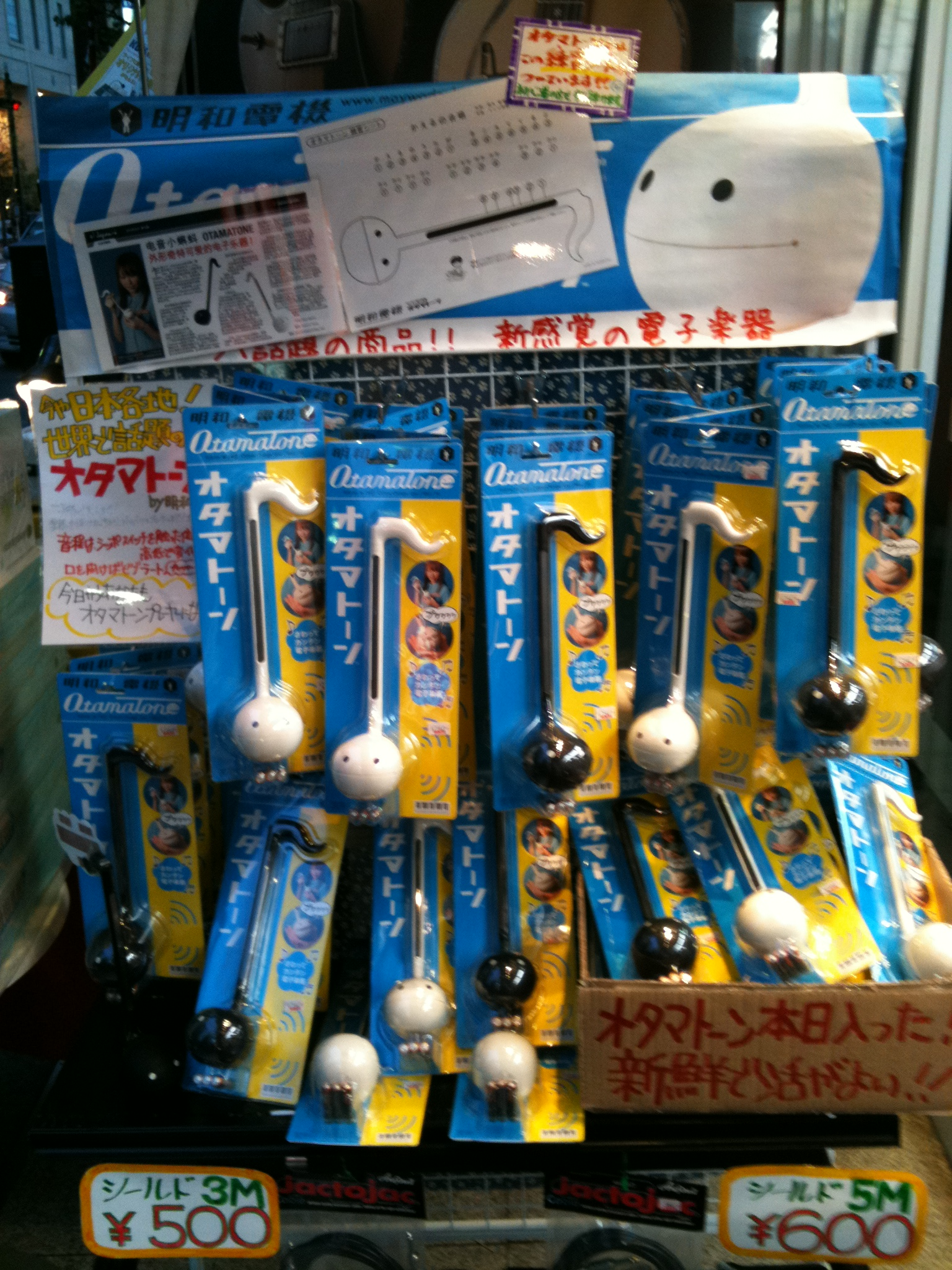
Otamatone

Otamatone (japanisch オタマトーン Otamatōn) ist ein Synthesizer in Form eines Spielzeugs. Es wurde 1998 in Japan von der Spielzeugfirma CUBE und der Designfirma Maywa Denki unter der Leitung der Brüder Masamichi und Nobumichi Tosa entwickelt.

## Beschreibung
Das Otamatone ist ein Klanginstrument, dessen Körper wie eine Achtelnote geformt ist. Es ähnelt auch etwas einer Kaulquappe (otamajakushi ist japanisch für „Kaulquappe“ und "Schöpfkelle"), wobei der Ton aus einem „Mund“ auf dem Notenkopf austritt. Zum Spielen sind zwei Hände erforderlich: Während eine Hand den „Kopf“ hält und drückt, steuert die andere Hand die Tonhöhe der Melodie, indem sie den Finger auf einen Ribbon-Controller am Vorbau legt. Eine höhere Position auf dem Vorbau erzeugt einen niedrigeren Klang. Der Ribbon-Controller ist bewusst so gestaltet, dass er einer Gitarre ähnelt, so dass zwischen höheren Tönen ein geringerer Abstand besteht als zwischen niedrigeren. Durch Variieren des Drucks auf den Kopf (wodurch der „Mund“ des Otamatone geöffnet und geschlossen wird) wird ein „Wah-Wah-Effekt“ erzeugt und wenn der Hals geschüttelt wird (und dabei leicht den Druck auf den Kopf ändert), entsteht ein Vibrato-Effekt. Mit den Schaltern am Hinterkopf können Benutzer die Oktave ändern, ein- oder ausschalten oder die Lautstärke ändern.

## Rezeption
Der Klang dieses Spielzeugs kann mit dem Sound eines Theremin, Synthesizers oder Jinghu oder der menschlichen Gesangsstimme verglichen werden. Auf YouTube werden viele Coverversionen bekannter Songs mit dem Otamatone veröffentlicht. Auf Grund des gesangs-ähnlichen Charakters des Klangs wird es auch für Interpretationen mit klassischer Vokalmusik verwendet, so gibt es Interpretationen bekannter Opernarien wie Nessun Dorma von Juanjo Monserrat und Manuel Fischer-Dieskau.

## Varianten
Das Original-Otamatone gibt es in den Farben schwarz, weiß, gelb, blau und pink und zwei transparenten Farben. Außerdem gibt es mehrere Varianten von dem Otamatone. Diese sind:
- Die Otamatone Melody oder Otamatone Mini, eine winzige Variante, die keine Notenselektions-Dia besitzt und daher nur vorgegebene Stücke wiedergibt, die auch in mehreren Farben erhältlich sind.
- Die Otamatone Deluxe, eine etwas größere Version (44 cm) mit längerem Hals, Line-Out-Buchse, Power-Eingang, dreistufigem Pitch-Schalter und analogem Lautstärkeregler. Sie ist nur in schwarz und weiß erhältlich.
- Die Otamatone Wahha GoGo, die dem Original ähnlich ist, jedoch mit einem alternativen Design mit Zähnen auf der Grundlage der von Maywa Denki im Jahr 2009 entwickelten Wahha Gogo bestückt ist. Sie ist erhältlich in Silber und Gold.
- Die Otamatone Digital, die den Notenselektor durch ein kleines Piano-Keyboard ersetzt. Es ermöglicht das gleichzeitige Spielen von Akkorden sowie mehrere Noten. Es ist ebenfalls in der Lage, E-Gitarren- oder Percussion-Sounds wiederzugeben.
- Die Otamatone Jumbo, eine viel größere Version, die wie eine Gitarre seitlich geschlagen wird und eine Klemme enthält, um den Mund zu drücken. Sie wurde nur bei Demonstrationsveranstaltungen verwendet.[6]
- Versionen mit einem speziellen Aussehen von fiktiven Charakteren.